# العلاقات الأرجنتينية الفيتنامية
العلاقات الأرجنتينية الفيتنامية هي العلاقات الثنائية التي تجمع بين الأرجنتين وفيتنام.

## مقارنة بين البلدين
هذه مقارنة عامة ومرجعية للدولتين:
| وجه المقارنة                                              | الأرجنتين                                               | فيتنام           |
| --------------------------------------------------------- | ------------------------------------------------------- | ---------------- |
| المساحة (كم2)                                             | 2.78 مليون                                              | 331.69 ألف       |
| عدد السكان (نسمة)                                         | 44.27 مليون                                             | 94.66 مليون      |
| الكثافة السكانية (ن./كم²)                                 | 15.92                                                   | 285.39           |
| العاصمة                                                   | بوينس آيرس                                              | هانوي            |
| اللغة الرسمية                                             | اللغة الإسبانية                                         | اللغة الفيتنامية |
| العملة                                                    | البيزو الأرجنتيني 1983 ‏، بيزو أرجنتيني، أسترال أرجنتيني | دونغ فيتنامي     |
| الناتج المحلي الإجمالي (بليون دولار)                      | 637.59 مليار                                            | 234.19 مليار     |
| الناتج المحلي الإجمالي (تعادل القوة الشرائية) بليون دولار | 883.02 مليار                                            | 553.42 مليار     |
| الناتج المحلي الإجمالي الاسمي للفرد دولار أمريكي          | 13.43 ألف                                               | 2.48 ألف         |
| الناتج المحلي الإجمالي للفرد دولار أمريكي                 |                                                         | 5.63 ألف         |
| مؤشر التنمية البشرية                                      | 0.827                                                   | 0.666            |
| رمز المكالمات الدولي                                      | +54                                                     | +84              |
| رمز الإنترنت                                              | .ar                                                     | .vn              |
| المنطقة الزمنية                                           | 00                                                      | ت ع م+07:00      |

## منظمات دولية مشتركة
يشترك البلدان في عضوية مجموعة من المنظمات الدولية، منها:
| علم المنظمة | اسم المنظمة                        | تاريخ انضمام الأرجنتين | تاريخ انضمام فيتنام |
| ----------- | ---------------------------------- | ---------------------- | ------------------- |
|             | مؤسسة التنمية الدولية              | 3 أغسطس 1962           | 24 سبتمبر 1960      |
|             | المنظمة الهيدروغرافية الدولية      | ?                      | ?                   |
|             | مؤسسة التمويل الدولية              | 13 أكتوبر 1959         | 4 أغسطس 1967        |
|             | منظمة حظر الأسلحة الكيميائية       | ?                      | ?                   |
|             | يونسكو                             | 15 سبتمبر 1948         | 6 يوليو 1951        |
|             | الأمم المتحدة                      | 24 أكتوبر 1945         | 20 سبتمبر 1977      |
|             | الاتحاد الدولي للاتصالات           | 1889                   | 24 سبتمبر 1951      |
|             | منظمة الشرطة الجنائية الدولية      | ?                      | ?                   |
|             | البنك الدولي للإنشاء والتعمير      | 20 سبتمبر 1956         | 21 سبتمبر 1956      |
|             | الاتحاد البريدي العالمي            | ?                      | ?                   |
|             | وكالة ضمان الاستثمار متعدد الأطراف | 11 فبراير 1992         | 5 أكتوبر 1994       |
|             | منظمة التجارة العالمية             | ?                      | 11 يناير 2007       |
|             | الفريق المعني برصد الأرض           | ?                      | ?                   |

## وصلات خارجية
- موقع وزارة الخارجية الأرجنتينية
- موقع وزارة الخارجية الفيتنامية